# Vernon Wells (giocatore di baseball)
Vernon M Wells III (Shreveport, 8 dicembre 1978) è un giocatore di baseball statunitense.
Gioca nel ruolo di esterno, prevalentemente al centro. 

## Carriera
Ha esordito in Major League Baseball (MLB) nel 1999 con i Toronto Blue Jays, con cui ha disputato 12 stagioni. Successivamente ha vestito la maglia dei Los Angeles Angels of Anaheim dal 2010 al 2012. Nella stagione 2013 ha giocato nei New York Yankees.
Con la nazionale di baseball degli Stati Uniti d'America ha disputato il World Baseball Classic 2006.